# Onze-Lieve-Vrouw-Bezoekings- en Bijstandkerk

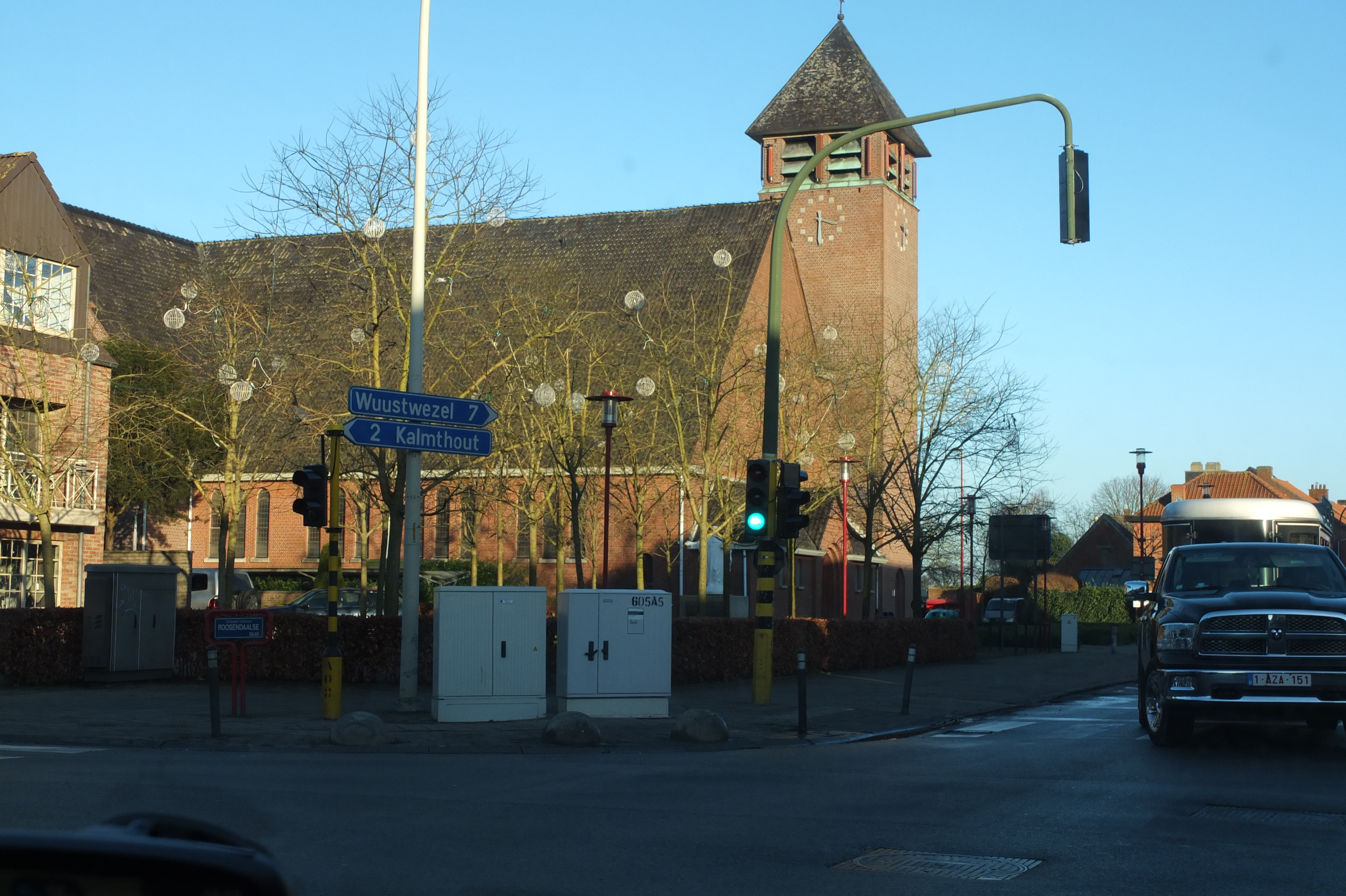
Onze-Lieve-Vrouw-Bezoekings- en Bijstandkerk

De Onze-Lieve-Vrouw-Bezoekings- en Bijstandkerk is de parochiekerk van de tot de Antwerpse gemeente Kalmthout behorende plaats Achterbroek, gelegen aan Kapelstraat 1.

## Geschiedenis
In 1446 werd een eerste kapel gebouwd. In 1871 werd Achterbroek verheven tot zelfstandige parochie. In 1873 werd een kerk in gebruik genomen, ontworpen door Eugeen Gife. In 1944 werd deze kerk opgeblazen door de bezetter. In 1952-1953 werd een nieuwe kerk gebouwd naar ontwerp van Jan Sel en Jules Pingnet.

## Gebouw
Het betreft een naar het noorden georiënteerde bakstenen driebeukige kruiskerk. De kerk heeft een in het zuidoosten aangebouwde vlakopgaande klokkentoren, gedekt door een tentdak.